# ناثان دبليو. ويليام
ناثان دبليو. ويليام (بالإنجليزية: Nathan W. Hale)‏ هو سياسي أمريكي، ولد في 11 فبراير 1860 بمقاطعة سكوت في الولايات المتحدة، وتوفي في 16 سبتمبر 1941 في نفس البلد. حزبياً، نشط في الحزب الجمهوري. وقد انتخب عضو مجلس نواب تينيسي وانتخب عضو مجلس ولاية تينيسي وانتخب عضو مجلس النواب الأمريكي.